# Squatina aculeata
El angelote espinoso o angelote espinudo (Squatina aculeata) es una especie de elasmobranquio escuatiniforme de la familia Squatinidae.
Se encuentra en el océano Atlántico, desde las costas de Marruecos hasta Namibia, en el Mediterráneo occidental y central, el mar Jónico y costas de Egipto.